# ユナイテッド・ナショナル・ヘビー級王座
ユナイテッド・ナショナル・ヘビー級王座（ユナイテッド・ナショナル・ヘビーきゅうおうざ）は、全日本プロレスが管理、PWFが認定している王座。UNヘビー級王座（ユー・エヌ・ヘビーきゅうおうざ）の略称で表記、呼称されている。NWAの認可だったこともあり、日本国外ではNWAユナイテッド・ナショナル・ヘビー級王座（NWA United National Heavyweight Title）とも呼称されている。現在は三冠ヘビー級王座を構成しているチャンピオンベルトの1つである。

## 歴史
日本プロレスがNETでのテレビ中継を開始するに伴い、それまで単独で放送していた日本テレビに配慮し、フラッグシップタイトルであるインターナショナル・ヘビー級王座のタイトルマッチは日本テレビのみでの放送となったため、NETでの看板となる王座を作るため、NWAハリウッド・レスリングのプロモーターであるマイク・ラベールに働きかけ、アメリカ、カナダ、メキシコの3国で通用するNWAの国際タイトルとして、1970年10月に新設された。初代王者のデール・ルイスからアントニオ猪木に奪取されたジョン・トロスまでの変遷については、プロレス雑誌でも諸説がある。
1971年3月26日、ロサンゼルスのオリンピック・オーディトリアムにおいて、猪木がトロスを破って王座を獲得後、日本に定着する。猪木はUN王座を獲得したことで、インターナショナル・ヘビー級王者であったジャイアント馬場に対抗するはずであったが、猪木が日本プロレスを除名されるとともにベルトはNWA本部へ返還されたがその後復活、坂口征二が王者となり延べ1年にわたり保持し、その坂口が日本プロレスを離脱後に高千穂明久が王者となったが、間もなく日本プロレスが崩壊し、王座は休眠状態になった。
1976年に全日本プロレスの要請で王座が復活し、以降は同団体に定着する。ジャンボ鶴田が王者になったが、タイトルの格はPWFヘビー級王座より下とされていた。その鶴田も5度目の王獲得後、インター王座の獲得に専念するために王座を返上してしまい、全日本におけるタイトルの格は3番目ということになってしまった。その後、天龍源一郎が長きにわたってベルトを保持し、天龍の代名詞といわれるまでになった。
1989年4月18日に鶴田が本王座、PWF王座、インター王座の三冠を統一してからは、三冠ヘビー級王座のベルトの一本として定着する。
プロレスリングZERO1にてNWA UNヘビー級王座という同名の王座が存在しているが、こちらの王座は継承や復活ではなく、新たに認定された王座で関連性はまったくない。

## 歴代王者
| 歴代   | 選手                       | 戴冠回数 | 防衛回数 | 獲得日付       | 獲得場所 （対戦相手・その他）                                                                                |
| ------ | -------------------------- | -------- | -------- | -------------- | --- |
| 初代   | デール・ルイス             | 1        | 不明     | 1970年10月     | NWAが王者に認定                                                                                              |
| 第2代  | パンテラ・ネグラ           | 1        | 不明     | 1970年10月23日 | カリフォルニア州ロサンゼルス                                                                                 |
| 第3代  | ジョン・トロス             | 1        | 不明     | 1970年11月20日 | カリフォルニア州ロサンゼルス                                                                                 |
| 第4代  | レイ・メンドーサ           | 1        | 不明     | 1970年12月4日  | カリフォルニア州ロサンゼルス                                                                                 |
| 第5代  | ジョン・トロス             | 2        | 不明     | 1971年2月16日  | カリフォルニア州ロサンゼルス 前王者が防衛戦を行わなかったため認定                                            |
| 第6代  | アントニオ猪木             | 1        | 4        | 1971年3月26日  | カリフォルニア州ロサンゼルス 日本プロレスを除名のため返上                                                    |
| 第7代  | キング・クロー             | 1        | 0        | 1972年1月      | ブリティッシュコロンビア州バンクーバー 王座決定トーナメントで獲得 セーラー・トーマス                         |
| 第8代  | 坂口征二                   | 1        | 3        | 1972年2月11日  | カリフォルニア州ロサンゼルス                                                                                 |
| 第9代  | ザ・シーク                 | 1        | 0        | 1972年9月6日   | 田園コロシアム                                                                                               |
| 第10代 | 坂口征二                   | 2        | 4        | 1972年9月7日   | 大阪府立体育館                                                                                               |
| 第11代 | ジョニー・バレンタイン     | 1        | 0        | 1973年3月2日   | 横浜文化体育館                                                                                               |
| 第12代 | 高千穂明久                 | 1        | 4        | 1973年3月8日   | 佐野市民会館 日本プロレスが崩壊のため返上                                                                    |
| 第13代 | ジャンボ鶴田               | 1        | 2        | 1976年8月28日  | 日本大学講堂 王座決定戦で獲得 ジャック・ブリスコ                                                             |
| 第14代 | ビル・ロビンソン           | 1        | 1        | 1977年3月5日   | 秋田市立体育館                                                                                               |
| 第15代 | ジャンボ鶴田               | 2        | 12       | 1977年3月23日  | フロリダ州マイアミ                                                                                           |
| 第16代 | ディック・マードック       | 1        | 1        | 1980年2月23日  | 鹿児島県立体育館                                                                                             |
| 第17代 | ジャンボ鶴田               | 3        | 2        | 1980年3月5日   | 黒磯市公会堂                                                                                                 |
| 第18代 | アブドーラ・ザ・ブッチャー | 1        | 3        | 1980年10月13日 | 愛知県体育館                                                                                                 |
| 第19代 | ジャンボ鶴田               | 4        | 13       | 1981年1月22日  | 韮崎市体育館                                                                                                 |
| 第20代 | ハーリー・レイス           | 1        | 0        | 1982年8月1日   | 後楽園ホール                                                                                                 |
| 第21代 | ジャンボ鶴田               | 5        | 6        | 1982年10月24日 | 北海道立北見体育センター インターナショナル・ヘビー級王座の防衛戦に専念するため返上                          |
| 第22代 | テッド・デビアス           | 1        | 6        | 1983年10月14日 | 佐世保市体育文化館 王座決定戦で獲得 天龍源一郎                                                               |
| 第23代 | マイケル・ヘイズ           | 1        | 0        | 1984年1月28日  | ジョージア州アセンズ                                                                                         |
| 第24代 | デビッド・フォン・エリック | 1        | 0        | 1984年2月3日   | テキサス州ダラス 死去のため空位                                                                              |
| 第25代 | 天龍源一郎                 | 1        | 10       | 1984年2月23日  | 蔵前国技館 王座決定戦で獲得 リッキー・スティムボート 返上                                                    |
| 第26代 | 天龍源一郎                 | 2        | 10       | 1986年4月26日  | 大宮スケートセンター テッド・デビアス PWFヘビー級王座との二冠王者                                            |
| 第27代 | スタン・ハンセン           | 1        | 3        | 1988年7月27日  | 長野市民体育館 PWFヘビー級王座との二冠王者                                                                   |
| 第28代 | ジャンボ鶴田               | 6        | 0        | 1989年4月18日  | 大田区体育館 PWFヘビー級王座、インターナショナル・ヘビー級王座との王座統一戦が行われて三冠ヘビー級王座となる |

## 主な記録
- 最多戴冠記録：6回
ジャンボ鶴田（第13・15・17・19・21・28代）
- 最多連続防衛：13回
ジャンボ鶴田
- 最多通算防衛：35回
ジャンボ鶴田